# Break the Night with Colour
«Break the Night with Colour» (en español: «Rompe la noche con el color») es una canción del cantante británico Richard Ashcroft incluida en el álbum Keys to the World de 2006. Su lanzamiento marcó el regreso del artista después de casi tres años de silencio desde su último sencillo, "Buy It in Bottles".
"Break the Night with Colour" es la tercera pista y el primer sencillo del álbum. El sencillo fue publicado el 9 de enero de 2006 en el Reino Unido (donde llegó al N°. 3). Su éxito comercial le permitió volver a grandes escenarios, como el Live 8, una gira con Coldplay y luego una gira propia.

## Lista de canciones
- 7" R6680, CD CDR6680

1. «Break the Night with Colour» - 3:56
2. «The Direction» - 3:22

- DVD DVDR6680

1. «Break the Night with Colour» - 3:56
2. «Slip Sliding» - 3:29
3. «Break the Night with Colour» (video) - 4:13
4. «Break the Night with Colour» (making of the video)

## Otras apariciones
- The Acoustic Album (Virgin, 2006)

- Datos: Q3644060